# 追星族

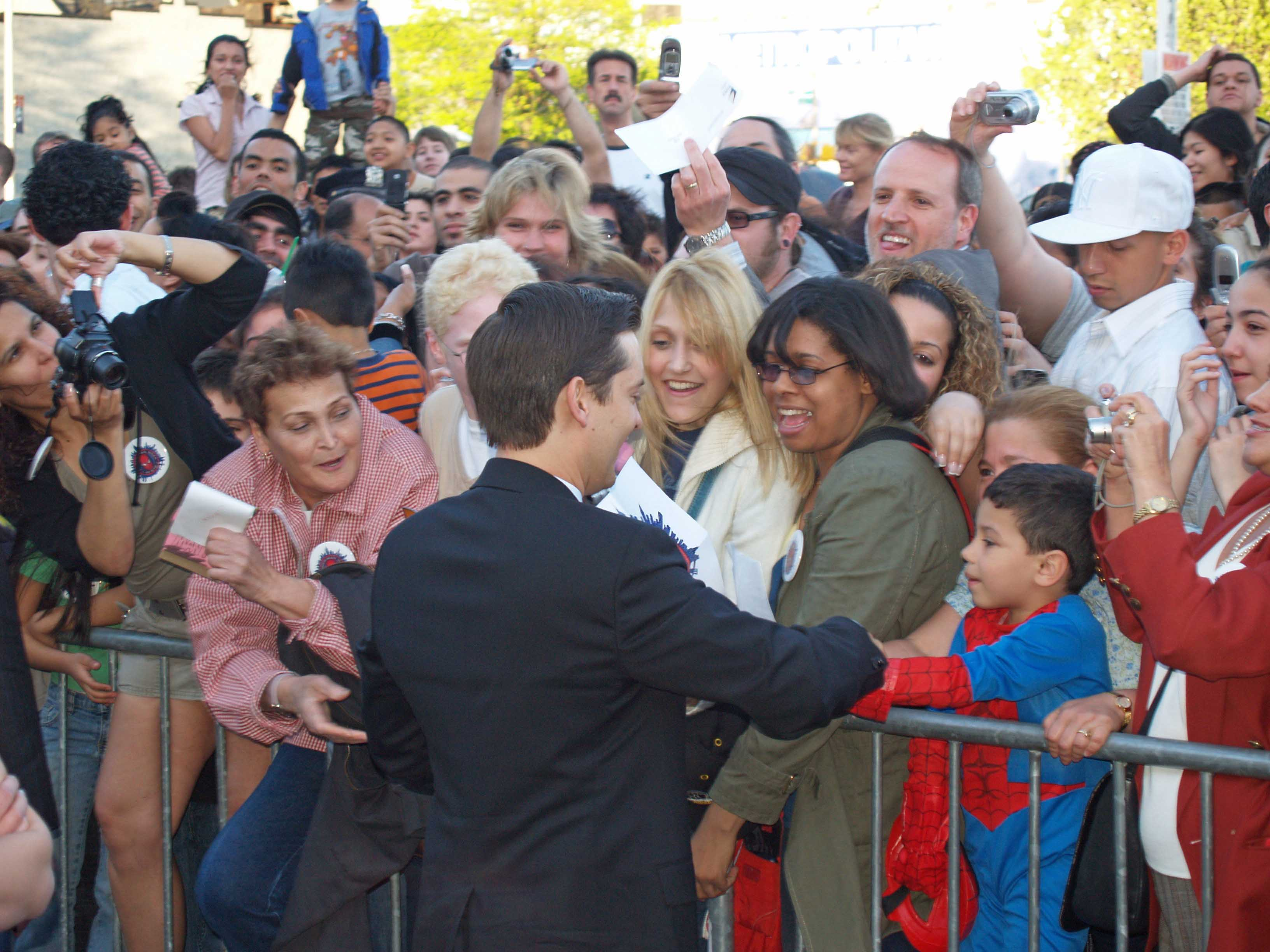
追星族

追星族是指崇拜明星并积极追随并关注与其有关事物的爱好者。「追星」一詞源自小虎隊。 

## 特点与表现
有大學應用社科系教授表示，可能會出現對偶像認知的「光環效應」（Halo Effect），把偶像身上的一切都看得盡善盡美，即使有什麼缺點，也會被淡化了。

## 常見行為
- 經常查詢偶像的行程，追蹤及瀏覽其社交媒體。[5]

- 追星群體通常會自發或在官方經紀人的指導下組織後援會，以支持偶像的各種活動，并和同好們交換偶像的訊息。[6][7][8]

## 影響
追星對社會和文化有深遠影響，包括推動社會公益活動、影響消費模式和公共話語權，並對娛樂產業、周邊產品銷售和廣告收益有重要貢獻。此外，追星對個體心理健康和社會心理也有正面和潛在負面影響，既能提供情感支持，也可能帶來心理壓力。